# Рајт Сити (Оклахома)
Рајт Сити (енгл. Wright City) град је у америчкој савезној држави Оклахома.

## Демографија
По попису из 2010. године број становника је 762, што је 86 (-10,1%) становника мање него 2000. године.
| Група             | 2000.       | 2010.       |
| Белци             | 389 (45,9%) | 341 (44,8%) |
| Афроамериканци    | 62 (7,3%)   | 26 (3,4%)   |
| Азијати           | 0 (0,0%)    | 0 (0,0%)    |
| Хиспаноамериканци | 19 (2,2%)   | 30 (3,9%)   |
| Укупно            | 848         | 762         |